# Episodi di Sanctuary (terza stagione)
La terza stagione della serie televisiva Sanctuary, composta da 20 episodi, è andata in onda negli Stati Uniti sul network Syfy dal 15 ottobre 2010 al 20 giugno 2011. 
In Italia è stata trasmessa su Steel dal 23 agosto al 25 ottobre 2011.
| nº | Titolo originale      | Titolo italiano                     | Prima TV USA     | Prima TV Italia   |
| -- | --------------------- | ----------------------------------- | ---------------- | ----------------- |
| 1  | Kali (Part 3)         | Kali (terza parte)                  | 15 ottobre 2010  | 23 agosto 2011    |
| 2  | Firewall              | Ritorno dall'aldilà                 | 22 ottobre 2010  | 23 agosto 2011    |
| 3  | Bank Job              | Rapina in banca                     | 29 ottobre 2010  | 30 agosto 2011    |
| 4  | Trial of Blood        | Scia di sangue                      | 5 novembre 2010  | 30 agosto 2011    |
| 5  | Hero II: Broken Arrow | Il supereroe 2: la freccia spezzata | 12 novembre 2010 | 6 settembre 2011  |
| 6  | Animus                | Animus                              | 19 novembre 2010 | 6 settembre 2011  |
| 7  | Breach                | La violazione                       | 26 novembre 2010 | 13 settembre 2011 |
| 8  | For King & Country    | Per il Re e per la Patria           | 3 dicembre 2010  | 13 settembre 2011 |
| 9  | Vigilante             | La veglia                           | 10 dicembre 2010 | 20 settembre 2011 |
| 10 | Hollow Men            | La città sotterranea                | 17 dicembre 2010 | 20 settembre 2011 |
| 11 | Pax Romana            | Pax Romana                          | 15 aprile 2011   | 27 settembre 2011 |
| 12 | Hangover              | Un difficile risveglio              | 22 aprile 2011   | 27 settembre 2011 |
| 13 | One Night             | Una notte                           | 25 aprile 2011   | 4 ottobre 2011    |
| 14 | Metamorphosis         | Metamorphosis                       | 2 maggio 2011    | 4 ottobre 2011    |
| 15 | Wingman               | L'uomo falena                       | 9 maggio 2011    | 11 ottobre 2011   |
| 16 | Awakening             | Il risveglio                        | 16 maggio 2011   | 11 ottobre 2011   |
| 17 | Normandy              | Normandia                           | 23 maggio 2011   | 18 ottobre 2011   |
| 18 | Carentan              | Carentan                            | 6 giugno 2011    | 18 ottobre 2011   |
| 19 | Out of the Blue       | Fuori dalla realtà                  | 13 giugno 2011   | 25 ottobre 2011   |
| 20 | Into the Black        | Avvolti nell'ombra                  | 20 giugno 2011   | 25 ottobre 2011   |